# Chaetonotus elegans
Chaetonotus elegans is een buikharige uit de familie Chaetonotidae. De wetenschappelijke naam van de soort werd in 1921 voor het eerst geldig gepubliceerd door Konsuloff. De soort wordt in het ondergeslacht Chaetonotus geplaatst.